# Jaap de Hoop Scheffer
Jakob Gijsbert (Jaap) de Hoop Scheffer (uitspraakⓘ; Amsterdam, 3 april 1948) is een Nederlands oud-politicus van het CDA en oud-diplomaat. Hij was partijleider en fractievoorzitter in Tweede Kamer van 1997 tot 2001, minister van Buitenlandse Zaken van 2002 tot 2003 en secretaris-generaal van de NAVO van 2004 tot 2009. In december 2018 werd hij benoemd tot minister van staat.

## Levensloop

### Vroege carrière
Jaap de Hoop Scheffer volgde tussen 1961 en 1966 een gymnasiale opleiding op het Sint Ignatiusgymnasium te Amsterdam. Na zijn rechtenstudie aan de Universiteit Leiden en zijn militaire dienst was hij van 1976 tot 1986 in dienst van het Ministerie van Buitenlandse Zaken en onder meer werkzaam in Ghana en Brussel. Van 1979 tot 1982 was hij lid van D66. Voor deze partij richtte hij in Brussel een plaatselijke afdeling op. Daarna stapte hij over naar het CDA na een meningsverschil met D66 over de plaatsing van kruisraketten op Nederlands grondgebied.

### Lid Tweede Kamer
In 1986 werd hij lid van de Tweede Kamerfractie van het CDA, waarvan hij tussen 1997 en 2001 fractievoorzitter was. Tegen de tijd dat de kandidatenlijst voor 2002 moest worden opgesteld, kwam zijn positie onder druk te staan. Er ontstond een machtsstrijd, waarbij partijvoorzitter Marnix van Rij stevige kritiek had op De Hoop Scheffer en voor zichzelf een hoge plaats op de kandidatenlijst opeiste. De Hoop Scheffer trok zich terug als lijsttrekker en werd opgevolgd door Jan Peter Balkenende.

### Minister van Buitenlandse Zaken
Bij de verkiezingen van 2002 werd het CDA de grootste partij en kreeg het daarmee de leidende rol tijdens de kabinetsformatie. Op 22 juli 2002 trad het kabinet-Balkenende I aan, met De Hoop Scheffer als Minister van Buitenlandse Zaken, een functie die hij een jaar later ook in het kabinet-Balkenende II zou vervullen. Als minister was De Hoop Scheffer overtuigd van de aanwezigheid van massavernietigingswapens in Irak.

### Secretaris-generaal van de NAVO

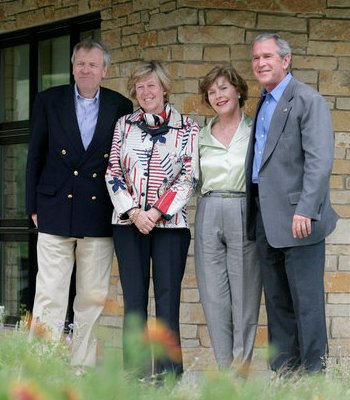
Jaap de Hoop Scheffer en zijn vrouw samen met de Amerikaanse president George W. Bush en first lady Laura Bush

Op 22 september 2003 werd bekend dat De Hoop Scheffer zou worden benoemd tot secretaris-generaal van de NAVO. Op 3 december 2003 trad hij daarom af als minister. Zijn opvolger werd Ben Bot. De OVSE-top 2003 was zijn laatste taak als minister. Hij trad aan als secretaris-generaal bij de NAVO op 1 januari 2004. Tijdens de vervulling van deze functie werd het bondgenootschap uitgebreid met Albanië en Kroatië.
Op 21 juli 2009, tijdens de festiviteiten voor de Belgische Nationale Feestdag in Brussel, werd hij onwel door trombose. Hij verbleef een kleine week in het ziekenhuis.
Op 30 juli 2009 was De Hoop Scheffer weer zó hersteld dat hij officieel afscheid kon nemen als secretaris-generaal van de NAVO. Die dag was er in Brussel een bijeenkomst voor zijn directe medewerkers. Ook legde hij - in aanwezigheid van de ambassadeurs van de NAVO-landen - een krans bij het monument voor militairen die zijn omgekomen bij NAVO-operaties.
Tevens was De Hoop Scheffer aanwezig op de Bilderbergconferentie in 2003, 2005, 2007 en 2009.

### Na de politiek
Van 1 september 2009 tot 1 september 2014 was De Hoop Scheffer bijzonder hoogleraar internationale politiek en diplomatieke praktijk aan de Universiteit Leiden, waar hij de Pieter Kooijmans Leerstoel bekleedde. Gedurende deze periode doceerde hij aan de Campus Den Haag van de universiteit. In 2014 ging De Hoop Scheffer met pensioen en sindsdien is hij emeritus hoogleraar.
Van 1 september 2014 tot 1 september 2022 was hij voorzitter van het Kapittel voor de Civiele Orden. In 2016 was hij lobbyist voor de defensie-industrie.
In juni 2018 werd hij samen met Sybilla Dekker (VVD) en Winnie Sorgdrager (D66) voorgedragen als minister van Staat.

### Privé
Jaap de Hoop Scheffer is gehuwd met Jeannine de Hoop Scheffer-van Oorschot, die Frans doceert.

## Loopbaan

### Opleiding
- Gymnasium
- Studie rechten Rijksuniversiteit Leiden, (doctoraalexamen 1974)

### Vervulde functies
- 1974 - 1976 militaire dienstplicht bij de Koninklijke Luchtmacht, afgezwaaid als reserve-officier
- 1976 - 1986 werkzaam in de Buitenlandse Dienst van het Ministerie van Buitenlandse Zaken:
  - tot 1978 ambassadesecretaris, Accra (Ghana)
  - tot 1980 ambassadesecretaris Nederlandse Missie van de Permanente Vertegenwoordiging bij de NAVO, Brussel
  - tot 1986 Particulier Secretaris van de minister van Buitenlandse Zaken
- 1986 - 2002 lid van de Tweede-Kamerfractie van het CDA
  - 1992 - 1997 voorzitter Kamercommissie voor Buitenlandse Zaken
  - 1995 - 1997 vicefractievoorzitter kamerfractie CDA
  - 1997 - 2001 fractievoorzitter kamerfractie CDA
- 2002 - 2003 minister van Buitenlandse Zaken
- 2004 - 2007 Secretaris-generaal van de NAVO
- 2007 - 2009 Secretaris-Generaal NAVO - mandaat verlengd voor twee jaar
- 2009 - 2014 Hoogleraar International Relations and Diplomatic Practice Universiteit Leiden- Campus Den Haag (Leiden University college)

### Nevenfuncties
- voorzitter Adviesraad Internationale Vraagstukken[10]
- lid en vicevoorzitter Atlantische Commissie
- bestuurslid Foundation on Inter-Ethnic Relations
- bestuurslid Leidse Hogeschool
- lid Begeleidingscommissie van NMCP-Eastern Europe van het NCW
- voorzitter Nederlands Centrum voor Handelsbevordering (NCH)
- lid College van advies van Amsterdam Nyenrode Law School (in 2016 niet meer, zie Overlegpagina)
- voorzitter Raad van Toezicht Stichting Diabetes Onderzoek Nederland (DON)
- lid TenCate International Advisory Board (IAB)[11]

## Onderscheidingen
- Prins Mauritsmedaille (1989)
- Ridder in de Orde van Oranje-Nassau (22 mei 2002)
- Officier in de Orde van Oranje-Nassau (12 december 2003)
- Ridder Grootkruis in de Orde van Oranje-Nassau (6 juli 2009, vanwege zijn diensten voor de NAVO)
- Grootkruis in de Orde van de Ster van Roemenië (10 mei 2004)
- Grootofficier in de Orde van de Drie Sterren van Letland (november 2004, vanwege zijn inzet voor een Verenigd Europa)
- Ridder Commandeur in de Orde van Sint-Michaël en Sint-George van Groot-Brittannië (10 februari 2010, vanwege zijn diensten voor de NAVO)